# Letiště Štýrský Hradec
Letiště Štýrský Hradec neboli Graz (německy: Flughafen Graz) (IATA: GRZ, ICAO: LOWG) je mezinárodní letiště obsluhující jih Rakouska a především druhé největší rakouské město Štýrský Hradec. Nachází se na území obcí Feldkirchen bei Graz a v menší míře v katastrálním území Thalerhof v Kalsdorf bei Graz, přibližně 9 km od centra Štýrského Hradce. Má tři kilometry dlouhou asfaltovou vzletovou a přistávací dráhu a dále také dvě travnaté. Nachází se v nadmořské výšce 340 metrů. Bylo vybudováno v letech 1913 až 1914, dále bylo postupně rozšiřováno až do současné podoby.
V roce 2017 přepravilo 959 tisíc cestujících, bylo tak podle přepravených cestujících třetím největším letištěm v zemi (po Schwechatu a Innsbrucku). Létá odsud několik pravidelných linek do různých leteckých uzlů v Evropě. Do centra města je doprava možná vlakem za 20 minut či autem a autobusem.
Na letišti se nachází také Rakouské letecké muzeum.

## Letecké společnosti a destinace
Letecké společnosti létající z letiště Štýrský Hradec a jejich destinace v dubnu 2018. Nejsou uvedené charterové lety.
| Letecká společnost            | Původ              | Destinace                               |
| ----------------------------- | ------------------ | --------------------------------------- |
| Austrian Airlines             | Rakousko           | Düsseldorf, Frankfurt, Stuttgart, Vídeň |
| Corendon Airlines             | Turecko            | Sezónně: Antalya                        |
| easyJet                       | Spojené království | Berlín–Tegel                            |
| Eurowings                     | Německo            | Sezónně: Heraklion, Palma de Mallorca   |
| KLM                           | Nizozemsko         | Amsterdam                               |
| Lufthansa                     | Německo            | Mnichov                                 |
| SkyWork Airlines              | Švýcarsko          | Berlín–Tegel                            |
| Swiss International Air Lines | Švýcarsko          | Curych                                  |
| Turkish Airlines              | Turecko            | Istanbul–Atatürk                        |